# The Dirty Game
The Dirty Game is een Frans-Italiaans-Duits-Amerikaanse dramafilm uit 1965 onder regie van Christian-Jaque, Werner Klingler, Carlo Lizzani en Terence Young.

## Verhaal
Een Russisch geheim agent vlucht vanuit Oost-Berlijn naar het vrije Westen. Hij wil informatie doorspelen aan de Verenigde Staten. Hij wordt echter vermoord door de KGB, voordat hij zijn contactpersoon ontmoet. Die moord luidt het begin in van een duivels complot vol intriges tussen de geheime diensten.

## Rolverdeling
| Acteur                | Personage          |
| --------------------- | ------------------ |
| Henry Fonda           | Dimitri Koulov     |
| Robert Ryan           | Generaal Bruce     |
| Vittorio Gassman      | Perego / Ferrari   |
| Annie Girardot        | Suzette / Monique  |
| Bourvil               | Lalande            |
| Robert Hossein        | Dupont             |
| Peter van Eyck        | Petchatkin         |
| Maria Grazia Buccella | Natalia            |
| Mario Adorf           | Callaghan          |
| Jacques Sernas        | Sernas             |
| Georges Marchal       | Serge              |
| Wolfgang Lukschy      | Russische generaal |
| Louis Arbessier       | Ivanov             |
| Jackie Blanchot       | Joe                |
| Gabriel Gobin         | O'Hara             |